# Списък на селата в Сърбия
Това е списък на селата в Сърбия (с изключение на Косово), записани при преброяването от 2002 г., подредени по азбучен ред. Населението за всяко населено място е дадено в скоби след името му. 

## А
Адашевци (2166) • Аджине Ливаде (73) • Адорян (1128) • Адрани (2198) • Адровац (269) • Азаня (4713) • Азбресница (853) • Акмачици (420) • Алабана (146) • Алакинце (1503) • Алдина река (12)) • Алдинац (26) • Алекса Шантич (2172) • Александровац (71) • Александровац (527) • Александровац (1546) • Александрово (393) • Александрово (2665) • Алексиначки Буймир (557) • Алексине (66) • Аливеровиче (157) • Алиджерце (1033) • Алиновичи (196) • Алин поток (244) • Алуловиче (362) • Алюдово (159) • Амайич (186) • Америч (807) • Амзичи (117) • Арадац (3461) • Араповац (754) • Араповиче (61) • Арбанасце (568) • Арбанашка (51) • Арнаево (853) • Асановац (65) • Атеница (619) • Ашаня (1488)

## Б
Ба (605) • Бабаич (493) • Бабе (332) • Бабина Лука (772) • Бабина поляна (53) • Бабина поляна (79) • Бабин Кал (51) • Бабин поток (674) • Бабица (90) • Бабичко (515) • Баботинац (270) • Баванище (6106) • Багачиче (85) • Багремово (204) • Багърдан (890) • Бадан (91) • Бадинце (521) • Бадлевица (439) • Бадневац (1165) • Бадневац (836) • Бадовинци (5406) • Баевац (689) • Баевица (563) • Базовик (203) • Баинци (23) • Баймок (8586) • Байчетина (29) • Байчинце (258) • Байша (2568) • Бакионица (742) • Балайнац (478) • Балайнац (1236) • Балановац (328) • Балевац (532) • Бален (72) • Балинац (38) • Балиновац (217) • Балинович (160) • Балиновце (154) • Баличевац (1185) • Баличи (434) • Балковац (621) • Балосаве (440) • Балта Бериловац (187) • Балуга (434) • Балуга (733) • Балчак (26) • Банатска Дубица (428) • Банатска паланка (837) • Банатска Суботица (200) • Банатска топола (1066) • Банатски Брестовац (3517) • Банатски Деспотовац (1620) • Банатски двор (1263) • Банатски Монощор (135) • Банатски Соколац (366) • Банатско Аранджелово (1718) • Банатско Велико село (3034) • Банатско Вишничево (384) • Банатско Караджорджево (2508) • Банатско Ново село (7345) • Баневац (500) • Баница (400) • Баничина (1169) • Банковац (178) • Банковци (67) • Баново поле (1619) • Банощор (780) • Бански дол (19) • Бански Орешац (96) • Банцарево (116) • Баня (2246) • Баня (466) • Баня (2163) • Баняни (1395) • Бапско поле (260) • Бараево (8325) • Баралевац (316) • Баранда (1648) • Барбарушинце (86) • Барбатовац (356) • Барбаце (154) • Баре (24) • Баре (390) • Баре (165) • Баре (36) • Баре (923) • Баре (56) • Баре (77) • Баре (71) • Барелич (161) • Барзиловица (877) • Барие (7) • Барие (42) • Барие (372) • Барие чифлик (693) • Барице (598) • Барич (464) • Барич (6586) • Барлово (166) • Барошевац (1260) • Басара (8) • Бастав (585) • Баталаге (501) • Батинац (871) • Батковичи (153) • Батник (58) • Батовац (596) • Батоте (498) • Баточина (5574) • Батраге (121) • Батровци (320) • Батуловце (806) • Батусе (426) • Батуша (606) • Батушинац (830) • Баце (284) • Бациевце (98) • Бачвище (65) • Бачевац (1624) • Бачевина (214) • Бачевица (409) • Бачево (19) • Бачевци (167) • Бачевци (505) • Бачина (2381) • Бачинац (789) • Бачинци (1374) • Бачица (347) • Бачия (30) • Бачки брег (1388) • Бачки Брестовац (3469) • Бачки Виногради (2039) • Бачки Грачац (2913) • Бачки Монощор (3920) • Бачки Соколац (609) • Бачко градище (5445) • Бачко Добро поле (3929) • Бачко Душаново (741) • Бачко Ново село (1228) • Бачко Петрово село (7318) • Бачоглава (263) • Башаид (3503) • Башин (552) • Башчелуци (980) • Бегалица (3255) • Бегеч (3335) • Бегово бърдо (526) • Бедина Варош (1681) • Бежище (175) • Бездан (5263) • Бекова (116) • Бела (37) • Бела вода (207) • Бела вода (1387) • Белановце (600) • Белановце (113) • Бела река (917) • Беласица (402) • Бела стена (491) • Белахова (82) • Бела църква (755) • Белевац (160) • Беле воде (872) • Белегиш (3116) • Белеш (830) • Бели брег (269) • Бели брег (94) • Бели камен (508) • Бели камен (27) • Белин (657) • Белина (810) • Белина (1117) • Бели поток (243) • Бели поток (629) • Бели поток (238) • Белица (393) • Белич (124) • Белишево (136) • Бело блато (1477) • Белогош (88) • Белоине (343) • Белолин (569) • Белоперица (314) • Бело поле (50) • Бело поле (256) • Бело поле (151) • Бело поле (1804) • Бело поле (48) • Белосавци (1182) • Белотинац (1321) • Белотич (654) • Белотич (552) • Белотич (1744) • Белотичи (261) • Белошевац (849) • Белут (85) • Белуче (263) • Белуша (565) • Белушич (934) • Беля (43) • Беляйка (265) • Беомужевич (528) • Беоци (462) • Беочич (467) • Беране (491) • Бербатово (364) • Бердуй (157) • Бериле (730) • Бериловац (1933) • Берин извор (90) • Беркасово (1228) • Берковац (564) • Берловине (276) • Беровица (30) • Берчевац (19) • Берчинац (129) • Берчиновац (172) • Бершичи (351) • Бесеровина (213) • Бечан (1044) • Бечевица (364) • Бечмен (3409) • Бешеновачки Пърнявор (145) • Бешеново (965) • Бешка (6239) • Биволе (330) • Бигреница (979) • Бикине (265) • Бикич Дол (336) • Биково (1824) • Билег (526) • Било (14) • Биляновац (587) • Биляча (2036) • Бингула (906) • Биниче (179) • Биновац (444) • Биновце (553) • Биоска (554) • Биохане (98) • Биоц (74) • Биочин (50) • Бискупичи (22) • Бискупле (430) • Бистрица (8) • Бистрица (497) • Бистрица (79) • Бистрица (791) • Бистрица (828) • Бистър (174) • Битвърджа (23) • Благоев камен (38) • Блажево (183) • Блазнава (591) • Блато (630) • Блато (65) • Блаца (33) • Блендия (352) • Близнак (361) • Близоне (281) • Бобище (1782) • Бобова (391) • Бобовик (307) • Бобовище (1074) • Бобово (1349) • Боботе (360) • Бован (554) • Бован (179) • Бован (29) • Богава (576) • Богалинац (163) • Богатич (129) • Богатич (7350) • Богдане (1055) • Богданица (312) • Богдановац (170) • Богдановац (101) • Богдановица (348) • Богдинац (201) • Богише (331) • Боговаджа (574) • Богоево (2120) • Богоевце (1571) • Богоевичи (629) • Богораш (94) • Богораш (724) • Богосавац (1159) • Богошево (176) • Богощица (269) • Богуевац (84) • Богуевац (26) • Богуновац (89) • Богути (72) • Богутовац (547) • Боджани (1113) • Бождаревац (1218) • Божевац (1788) • Божетичи (392) • Божиневац (376) • Божиновац (26) • Божица (333) • Божов поток (195) • Божуревац (311) • Божурня (672) • Бозолин (129) • Боин дел (87) • Боинце (82) • Боич (382) • Боишина (245) • Бойник (3159) • Бока (1734) • Болевац (151) • Болевац село (315) • Болев дол (8) • Болевци (4056) • Болетин (672) • Болеч (5750) • Болковци (489) • Боляре (33) • Боляре (983) • Боранци (45) • Борач (692) • Борин До (148) • Боринце (45) • Боришиче (83) • Боровац (166) • Боровац (167) • Боровац (59) • Боровиче (177) • Боровиче (73) • Борово (174) • Борощица (379) • Борци (389) • Босут (1139) • Босута (606) • Ботош (2148) • Ботуне (649) • Ботуня (373) • Ботуричи (263) • Ботуровина (218) • Боче (70) • Бочевица (151) • Бочар (1895) • Бошняк (481) • Бошняне (1012) • Бошняне (559) • Бошняне (1963) • Бошнянович (286) • Бошняце (1629) • Бояничи (94) • Брадарац (334) • Брадарац (874) • Брадич (841) • Браичи (65) • Брайковац (367) • Брайковац (1002) • Брайковац (87) • Брайковичи (724) • Брайновац (221) • Бракевци (533) • Бралина (266) • Бралина (118) • Брангович (172) • Бранешци (744) • Браничево (942) • Бранковина (573) • Бранковци (116) • Бранчич (563) • Брасина (1663) • Братачич (310) • Братинац (629) • Братичи (120) • Братишевац (194) • Братлево (220) • Братмиловце (3531) • Братоселце (71) • Брачак (230) • Брачевци (12) • Бребевница (62) • Брегови (57) • Бреговина (70) • Брежане (1017) • Брежани (61) • Бреждже (572) • Бреза (212) • Брезна (209) • Брезна (104) • Брезна (60) • Брезница (1362) • Брезница (211) • Брезова (551) • Брезова (482) • Брезовац (797) • Брезовица (126) • Брезовица (636) • Брезовица (668) • Брезовица (165) • Брезовица (141) • Брезовице (964) • Брезовице (506) • Брезяк (241) • Бресник (184) • Бресник (18) • Бресница (410) • Бресница (229) • Бресница (1466) • Бресничич (261) • Бресно поле (725) • Брест (562) • Брестница (77) • Брестовац (276) • Брестовац (2950) • Брестовац (224) • Брестовац (2086) • Брестов дол (32) • Брестовик (1076) • Брестово (355) • Брестово (397) • Брестово (5) • Брестово (115) • Брекοво (671) • Бреница (555) • Бресе (656) • Бресе (230) • Бресница (229) • Бресница (410) • Бресница (1466) • Брестач (1066) • Брестница (77) • Бреяновце (364) • Бричевле (241) • Брович (783) • Брод (122) • Бродарево (1780) • Бродица (468) • Бувце (109) • Буджановци (1757) • Буджево (91) • Букаревац (905) • Букова глава (295) • Буковац (490) • Буковац (202) • Буковац (108) • Буковац (3585) • Буковик (311) • Буковик (107) • Буковик (2743) • Буковица (1686) • Буковица (599) • Буковица (242) • Буковска (503) • Буковче (1442) • Буковче (750) • Буколорам (12) • Букор (818) • Букоровац (229) • Букуровац (26) • Булатовац (137) • Булесовце (78) • Булиновац (194) • Буляне (1545) • Бумбарево бърдо (520) • Бунар (495) • Бунушки Чифлук (505) • Бураджа (258) • Бурдимо (406) • Буровац (849) • Бурово (468) • Бусене (94) • Бусиловац (1041) • Бусур (1171) • Буче (666) • Буче (369) • Буче (186) • Буче (458) • Бучинце (12) • Бучич (549) • Бучум (106) • Бущране (872) • Бущране (487) • Бущране (80) • Бъзенице (421) • Бъзовик (205) • Бървеник (67) • Бървеник Населе (408) • Бървеница (298) • Бървине (175) • Бъргуле (1235) • Бъргулице (501) • Бърдарица (1519) • Бърджани (198) • Бърджани (1227) • Бърджани (195) • Бърдо (333) • Бърза (1211) • Бързан (2073) • Бързече (258) • Бързи брод (4452) • Бързоходе (825) • Бърлог (83) • Бърница (391) • Бърница (348) • Бърница (218) • Бърнишево (88) • Бърняре (114) • Бърняц (631) • Бърщица (1254) • Брусник (436) • Брусник (456) • Брусница (650) • Буар (1415) • Бубан (516) • Бублица (202) • Бубушинац (844) • Будиловина (293) • Будисава (3825) • Будишич (249) • Будожеля (282) • Буич (89) • Буйковац (796) • Буйковиче (53) • Букаревац (905) • Букор (818) • Буцелево (22) • Бучи (433) • Буячич (357)

## В
Вава (266) • Вайска (3169) • Вакуп (740) • Валаконе (1378) • Валевац (281) • Валниш (97) • Вапа (230) • Вапа (691) • Варадин (105) • Варда (330) • Варево (501) • Варево (1497) • Варна (1720) • Варнице (154) • Варош (360) • Варош (168) • Варварин (1779) • Васил (757) • Василевац (18) • Василевичи (64) • Ватин (250) • Вашица (1717) • Ваюга (563) • Вевер (18) • Везичево (428) Велебит (366) • Веле Поле (251) • Веле Поле (537) • Велереч (599) • Велесница (265) • Велика Биляница (516) • Велика Браина (21) • Велика Бресница (281) • Велика Връбница (470) • Велика Върбица (996) • Велика Грабовница (651) • Велика Грабовница (1452) • Велика Греда (1374) • Велика Дренова (2719) • Велика Иванча (1796) • Велика Йежевица (481) • Велика Каменица (757) • Велика Копашница (676) • Велика Крушевица (806) • Велика Крушевица (289) • Велика Кръсна (3253) • Велика Ломница (899) • Велика Луканя (17) • Велика Марища (292) • Велика Плана (666) • Велика река (476) • Велика Ремета (42) • Велика Сеяница (791) • Велика Сугубина (284) • Велика Ясикова (998) • Велике Пчелице (673) • Велики Борак (1287) • Велики Въртоп (270) • Велики Гай (790) • Велики Дреновац (483) • Велики Извор (2684) • Велики Йовановац (395) • Велики Кръчимир (466) • Велики Купци (1035) • Велики Поповац (1244) • Велики Попович (1455) • Велики Радинци (1617) • Велики Суводол (523) • Велики Търновац (6762) • Велики Шен (350) • Велики Шилеговац (2682) • Велико Бонинце (459) • Велико Войловце (358) • Велико Головоде (875) • Велико Крушинце (109) • Велико Кръчмаре (830) • Велико Лаоле (1925) • Велико Ораше (2299) • Велико поле (1820) • Велико Пупавце (79) • Велико село (1676) • Велико село (466) • Велико село (493) • Велико село (345) • Велико Средище (1340) • Велико Търняне (1013) • Велико Църниче (611) • Велишевац (419) • Велково (206) • Велуче (417) • Веля глава (188) • Венчане (1576) • Венчац (400) • Верзар (9) • Веселиновац (240) • Весениче (450) • Весковиче (50) • Вета (134) • Ветерник (18626) • Вигоще (1034) • Видова (156) • Видовац (45) • Видовача (32) • Видово (90) • Видровац (822) • Визич (349) • Виландрица (179) • Виле Коло (11) • Вилови (396) • Вилово (1103) • Вилюша (924) • Вина (424) • Вина (232) • Винарце (3090) • Виницка (474) • Винище (412) • Винорача (799) • Винци (345) • Винча (1176) • Винча (5819) • Вионица (279) • Вирине (884) • Вировац (419) • Вирово (586) • Висибаба (1232) • Висока (158) • Висока (474) • Височка (74) • Височка Ржана (54) • Височки Одоровци (135) • Витановац (72) • Витановац (648) • Витановац (1649) • Витанце (728) • Витаси (301) • Витежево (863) • Витковац (398) • Витковац (352) • Витковац (831) • Витковиче (30) • Витково (488) • Витовница (167) • Витоевци (913) • Витоше (57) • Витошевац (1277) • Вича (81) • Вича (1225) • Вишевац (700) • Вишевце (92) • Вишесава (1566) • Више Село (117) • Вишнева (56) • Вишневац (639) • Вишнице (41) • Вишничево (1899) • Владимировац (4111) • Владимирци (1879) • Владовце (50) • Влайковац (1178) • Влайковци (437) • Влакча (671) • Влаоле (767) • Власе (584) • Власе (417) • Власеница (482) • Власи (71) • Власина Округлица (163) • Власина рид (276) • Власина Стойковичева (252) • Власово (68) • Властелице (361) • Влахиня (88) • Влахово (163) • Влахово (506) • Влашка (372) • Влашка (2547) • Влашки До (1161) • Влашки До (1310) • Влашко поле (172) • Влашчич (98) • Воган (1614) • Воганце (51) • Водан (1314) • Водице (230) • Водице (930) • Воилово (290) • Воиновац (132) • Войвода Зимонич (340) • Войвода Степа (1720) • Войводинци (417) • Войка (5012) • Войковиче (36) • Войковци (278) • Воймиловичи (135) • Войнеговац (270) • Войник (946) • Войници (104) • Войниче (115) • Войска (1050) • Волевци (719) • Волуя (1123) • Волуяц (1094) • Волуяц (382) • Волчинце (937) • Волявче (1813) • Вочняк (1204) • Вошановац (473) • Врагочаница (417) • Вражогрънци (297) • Вражогърнац (1340) • Врандол (372) • Вране (775) • Вранеша (485) • Вранеши (1418) • Вранич (3899) • Враничи (515) • Вранище (165) • Врановац (159) • Врановина (329) • Враново (2682) • Вранщица (75) • Враняни (473) • Врапци (49) • Врапча (12) • Врапче (45) • Врапче (58) • Вратаре (462) • Вратарница (570) • Вратна (316) • Врачев Гай (1568) • Врачевич (1019) • Врачевшница (150) • Врело (287) • Врело (355) • Врело (141) • Врело (40) • Врело (1684) • Вреоци (3210) • Врутци (222) • Връбница (462) • Връбница (169) • Връбница (518) • Връдник (3704) • Връмбае (390) • Връмджа (606) • Врънци (2025) • Врънчани (383) • Врънчани (279) • Връх (94) • Връхполе (985) • Вуетинци (452) • Вуиновача (258) • Вуканя (705) • Вукашиновац (512) • Вукичевица (675) • Вукмановац (477) • Вукманово (389) • Вуковац (492) • Вукович (301) • Вукона (262) • Вукосавци (411) • Вукошич (748) • Вукушица (246) • Вус (19) Вучаделце (50) • Вучак (327) • Вучак (348) • Вучак (1655) • Вучевица (108) • Вучи дел (171) • Вучиниче (245) • Вучич (887) • Вучковица (769) • Вучковица (443) • Вучя Локва (15) • Вуяново (64) • Вълковия (17) • Върба (264) • Върба (1286) • Върба (196) • Върбан (123) • Върбета (169) • Върбица (3536) • Върбица (313) • Върбица (404) • Върбич (578) • Върбовац (161) • Върбовац (190) • Върбовац (1108) • Върбовац (598) • Върбовно (978) • Върбово (99) • Върбово (357) • Въргудинац (152) • Върдила (925) • Върлане (180) • Върсенице (200) • Въртиглав (488) • Въртипе (117) • Въртище (1052) • Въртовац (218) • Въртогош (1355) • Върховине (552) • Върченовица (501) • Върчин (8667) • Вършачки Ритови (91) • Вършевац (82)

## Г
Габровац (1189) • Габровница (10) • Гавез (140) • Гагинце (132) • Гаглово (811) • Гаджин Хан (1245) • Газдаре (571) • Гай (3302) • Гайдобра (2968) • Гаково (2201) • Галибабинац (342) • Галович (235) • Галовичи (263) • Гараши (605) • Гардиновци (1485) • Гаре (59) • Гаревина (421) • Гарево (280) • Гари (535) • Гарине (554) • Гегля (264) • Гвоздац (642) • Гвозденович (468) • Гибарац (1158) • Главинци (636) • Главица (1134) • Гласовик (155) • Глашинце (427) • Гледжица (269) • Гледич (352) • Глибовац (2269) • Глобаре (402) • Глободер (1656) • Глогон (3178) • Глоговац (47) • Глоговац (967) • Глоговац (1561) • Глоговац (73) • Глоговик (157) • Глоговица (874) • Глоговица (484) • Гложан (2283) • Гложане (1017) • Гложане (660) • Гложие (327) • Глумач (803) • Глухавица (265) • Глушци (2346) • Гнила (14) • Гнилица (228) • Годачица (1066) • Годечево (599) • Годлево (348) • Годовик (289) • Годово (89) • Гоин дол (264) • Гоймановац (94) • Гойна гора (735) • Гойновац (78) • Гокчаница (86) • Гола глава (793) • Голема нива (118) • Големи дол (294) • Големи Ясеновец (370) • Големо село (1051) • Голеш (36) • Голешница (4) • Голи рид (57) • Голице (64) • Голобок (2396) • Голово (212) • Голочевац (63) • Голочело (584) • Голочело (541) • Голубан (42) • Голубац (152) • Голубац (1896) • Голубине (1079) • Голубинци (5129) • Голубовац (267) • Голубовац (289) • Горачичи (1276) • Горина (732) • Горич (491) • Горичани (780) • Горна Баданя (598) • Горна Бела Река (224) • Горна Бела Река (185) • Горна Беяшница (30) • Горна Борина (188) • Горна Бресница (169) • Горна Буковица (1117) • Горна Бунуша (633) • Горна Вранска (1582) • Горна Врежина (1180) • Горна Върбава (145) • Горна Глама (34) • Горна Горевница (1399) • Горна Грабовица (1366) • Горна Добрина (505) • Горна Драгуша (258) • Горна Държина (29) • Горна Злегиня (457) • Горна Йошаница (329) • Горна Каменица (377) • Горна Ковиляча (585) • Горна Козница (77) • Горна Конюша (66) • Горна Коритница (109) • Горна Краварица (419) • Горна Купиновица (189) • Горна Лапащица (194) • Горна Лисина (474) • Горна Локошница (134) • Горна Ломница (66) • Горна Лопушня (67) • Горна Любата (485) • Горна Любовиджа (443) • Горна Микуляна (117) • Горна Мутница (740) • Горна Невля (40) • Горна Омашница (665) • Горна Оровица (415) • Горна Отуля (13) • Горна Пешчаница (248) • Горна Полошница (152) • Горна Расовача (250) • Горна Речица (152) • Горна Рогатица (477) • Горна Ръжана (95) • Горна Сабанта (839) • Горна Сипуля (250) • Горна Слатина (210) • Горна Соколовица (41) • Горна Стражава (768) • Горна Студена (393) • Горна Топоница (1550) • Горна Топоница (60) • Горна Трепча (618) • Горна Трешневица (583) • Горна Трешница (291) • Горна Тушимля (33) • Горна Търнава (309) • Горна Търнава (429) • Горна Търнава (1736) • Горна Търница (86) • Горна Църнишава (430) • Горна Църнуча (239) • Горна Шаторня (558) • Горна Шушая (101) • Горна Яина (637) • Горни Адровац (134) • Горни Баняни (227) • Горни Барбеш (488) • Горни Бранетичи (578) • Горни Брег (1889) • Горни Буниброд (762) • Горни Бучумет (139) • Горни Вратари (200) • Горни Гайтан (87) • Горни Деян (208) • Горни Добрич (728) • Горни Дреновац (420) • Горни Дубац (306) • Горни Дубич (109) • Горни Душник (237) • Горни Катун (1468) • Горни Кози дол (101) • Горни Комрен (946) • Горни Криводол (17) • Горни Крупац (510) • Горни Кръчин (243) • Горни Лайковац (446) • Горни Липовац (90) • Горни Любеш (240) • Горни Матейевац (2647) • Горни Мушич (431) • Горни Нерадовац (326) • Горни Орах (330) • Горни Присян (270) • Горни Рачник (124) • Горни Рибник (596) • Горни Рин (10) • Горни Стаевац (160) • Горни Статовац (45) • Горни Степош (832) • Горни Страняни (85) • Горни Стрижевац (154) • Горни Ступан (674) • Горни Таванкут (1381) • Горни Църниш (36) • Горно Бабине (262) • Горно Брияне (509) • Горновац (74) • Горно Видово (855) • Горно Власе (171) • Горно Врановце (207) • Горно Гаре (80) • Горно Горачиче (58) • Горно Гърбице (273) • Горно Гъргуре (327) • Горно Драговле (431) • Горно Жабско (109) • Горно Зуниче (475) • Горно Комарице (322) • Горно Конювце (172) • Горно Кординце (224) • Горно Кошле (649) • Горно Краинце (786) • Горно Кърнино (248) • Горно Левиче (138) • Горно Лесковице (463) • Горно Лопиже (57) • Горно Меджурово (1021) • Горно Неделице (699) • Горно Пунушевце (40) • Горно Ратае (769) • Горно Романовце (50) • Горно Сварче (128) • Горно Синковце (454) • Горно Стопане (1756) • Горно Сухотно (343) • Горно Тлъмино (184) • Горно Точане (18) • Горно Требешине (213) • Горно Трудово (139) • Горно Търняне (250) • Горно Църнатово (391) • Горно Църнилево (554) • Горно Щипле (190) • Горно Ябуково (154) • Горно Ярушице (655) • Горняне (1114) • Горобиле (1506) • Горович (319) • Горчинци (537) • Горяни (735) • Господжинце (41) • Господжинци (3896) • Гостиле (344) • Гостиница (639) • Гостирадиче (53) • Гостун (49) • Гостуша (139) • Гоч (68) • Гошево (50) • Гошево (70) • Гояковичи (183) • Граб (315) • Грабовац (760) • Грабовац (2596) • Грабовац (14) • Грабовац (1012) • Грабовац (125) • Грабовица (801) • Грабовица (496) • Грабовица (880) • Грабовица (44) • Грабовница (118) • Грабово (138) • Грабово (193) • Грабовци (1480) • Град (97) • Градац (245) • Градац (134) • Градац (86) • Градац (368) • Градац (150) • Градац (95) • Градашница (472) • Градашница (412) • Граджановиче (19) • Градине (204) • Градище (65) • Градище (31) • Градище (596) • Градище (86) • Градище (225) • Градня (247) • Градоевич (250) • Градсково (666) • Град Сталач (800) • Граевце (404) • Грамада (19) • Грамадже (246) • Граница (172) • Границе (1460) • Граово (277) • Грапа (4) • Грачане (28) • Грачаница (465) • Грачаница (199) • Грачац (2011) • Грашевци (499) • Гребенац (1017) • Гревци (415) • Гредетин (659) • Грезна (329) • Греяч (696) • Гривац (458) • Гривска (357) • Гробнице (254) • Грознатовци (40) • Грошница (1280) • Грубетиче (259) • Грудаш (280) • Гружа (201) • Груинци (93) • Грушич (874) • Гръкляне (468) • Грънчар (159) • Грънчара (654) • Губавце (36) • Губеревац (790) • Губеревац (1875) • Губеревац (646) • Губеревци (804) • Губетин (225) • Губин До (451) • Гугал (280) • Гудурица (1267) • Гуйче (133) • Гукош (332) • Гуленовци (60) • Гулиян (201) • Гумерище (26) • Гунарош (1441) • Гуневац (497) • Гунетина (97) • Гуница (152) • Гунцати (2102) • Гунцати (943) • Гуняци (1359) • Гургутово (59) • Гурдиеле (93) • Гуришевци (153) • Гуцевиче (67) • Гуча (2010) • Гушевац (320) • Гъмзиград (945) • Гърбавце (276) • Гърбавче (567) • Гъргае (87) • Гъргетег (85) • Гъргуревци (1312) • Гъргуровце (420) • Гърданица (605) • Гърделица (1172) • Гърдица (730) • Гърдовичи (471) • Гъркиня (771) • Гърлище (857) • Гърлян (2839) • Гърчак (145) • Гърчац (1176) • Гърчич (334) • Гюргево (2574) 

## Д
Дабиновац (64) • Давидовац (461) • Давидовац (610) • Давидовац (199) • Давидовац (502) • Давидовица (91) • Дадинце (195) • Дайчи (313) • Данино село (81) • Данковиче (232) • Дарковце (205) • Даросава (2023) • Дашница (697) • Дашница (115) • Дворане (594) • Дворица (246) • Дворище (565) • Дворище (305) • Дворище (282) • Дворска (1064) • Дебели Луг (34) • Дебели Луг (458) • Дебелица (423) • Дебеля (148) • Дебеляча (5325) • Дебърц (875) • Девети май (4305) • Девичи (189) • Девоячки Бунар (0) • Девреч (106) • Девча (492) • Дегурич (383) • Дегърмен (88) • Дедевци (341) • Дедина (2775) • Дедина Бара (802) • Дединац (124) • Дежево (238) • Декутинце (271) • Делиблато (3498) • Делиград (211) • Делимедже (445) • Деоница (550) • Депце (441) • Деретин (259) • Дероне (2847) • Десимировац (1401) • Десине (717) • Десич (302) • Деспотово (2096) • Детане (224) • Деч (1590) • Дешилово (429) • Дешишка (38) • Деяновац (27) • Деянце (57) • Джаке (83) • Дҗаково (244) • Джакус (904) • Джала (1004) • Джеп (194) • Джепница (231) • Джерач (76) • Джерекаре (518) • Джерекари (23) • Джерекарце (156) • Джигол (276) • Джинджуша (675) • Джулекаре (117) • Джунис (812) • Джураково (338) • Джурашичи (265) • Джурджевац (297) • Джурджево (726) • Джурджево (5137) • Джурджин (1746) • Джуревац (353) • Джуринац (309) • Джуринац (200) • Джуринци (1088) • Джурисело (699) • Джуровац (147) • Джурово (179) • Джушница (59) • Дивляна (141) • Дивостин (399) • Дивош (1585) • Дивци (335) • Дивци (717) • Дикава (142) • Дичи (156) • Длин (1060) • Добра (678) • Добра вода (88) • Добра вода (430) • Добрача (493) • Добраче (821) • Добреянце (84) • Добри До (308) • Добри До (109) • Добри До (116) • Добри До (1118) • Добри Дуб (240) • Добриловичи (490) • Добрине (101) • Добринци (1716) • Добрица (1344) • Добрич (1205) • Добричево (226) • Добровиш (141) • Доброводица (420) • Добродо (275) • Добродол (127) • Добролюпци (374) • Добромир (131) • Добро поле (415) • Добро поле (16) • Доброселица (36) • Доброселица (405) • Добросин (747) • Добротин (251) • Добротин (321) • Добротич (37) • Добруевац (388) • Добруевац (236) • Добърне (643) • Доганица (50) • Дойкинци (273) • Дойновиче (120) • Докмир (558) • Дол (82) • Долац (430) • Долац (198) • Долац (87) • Долац (72) • Долевац (1625) • Долине (516) • Доличе (322) • Долна Баданя (510) • Долна Бела река (823) • Долна Бела река (287) • Долна Беяшница (14) • Долна Борина (1731) • Долна Бресница (219) • Долна Буковица (556) • Долна Бунуша (306) • Долна Врежина (4088) • Долна Върбава (654) • Долна Глама (26) • Долна Горевница (904) • Долна Добриня (524) • Долна Драгуша (120) • Долна Злегиня (296) • Долна Йошаница (98) • Долна Каменица (360) • Долна Конюша (305) • Долна Коритница (216) • Долна Краварица (459) • Долна Крушевица (350) • Долна Купиновица (97) • Долна Лапашица (53) • Долна Ливадица (2053) • Долна Лисина (316) • Долна Локошница (1060) • Долна Ломница (591) • Долна Лопушня (184) • Долна Любата (395) • Долна Любовиджа (951) • Долна Микуляна (83) • Долна Мутница (1051) • Долна Невля (31) • Долна Омашница (708) • Долна Оровица (424) • Долна Отуля (101) • Долна Пешчаница (122) • Долна Полошница (97) • Долна Расовача (538) • Долна Рача (1008) • Долна Рашица (98) • Долна Речица (394) • Долна Ръжана (79) • Долна Сабанта (651) • Долна Сипуля (244) • Долна Слатина (300) • Долна Соколовица (136) • Долна Стражава (722) • Долна Студена (324) • Долна Топоница (290) • Долна Топоница (352) • Долна Трепча (1018) • Долна Трешневица (304) • Долна Трешница (688) • Долна Търнава (697) • Долна Търнава (1600) • Долна Търнава (921) • Долна Търница (213) • Долна Църнишава (410) • Долна Църнуча (323) • Долна Шаторня (800) • Долна Шушая (342) • Долна Яина (1338) • Долни Адровац (761) • Долни Баняни (224) • Долни Барбеш (217) • Долни Бранетичи (134) • Долни Буниброд (644) • Долни Бучумет (186) • Долни Вратари (297) • Долни Гайтан (142) • Долни Деян (497) • Долни Добрич (1438) • Долни Дреновац (450) • Долни Дубац (526) • Долни Дубич (214) • Долни Душник (591) • Долни Катун (1012) • Долни Кози дол (291) • Долни Комрен (5725) • Долни Криводол (19) • Долни Крупац (364) • Долни Кърчин (351) • Долни Лайковац (494) • Долни Липовац (209) • Долни Любеш (597) • Долни Матеевац (861) • Долни Мушич (243) • Долни Нерадовац (633) • Долни Петровци (991) • Долни Присян (330) • Долни Рачник (649) • Долни Рибник (624) • Долни Рин (13) • Долни Стаевац (461) • Долни Статовац (74) • Долни Степош (484) • Долни Страняни (120) • Долни Стрижевац (259) • Долни Ступан (1068) • Долни Таванкут (2631) • Долни Товарник (1016) • Долно Бабине (319) • Долно Брияне (1487) • Долно Видово (1932) • Долно Власе (152) • Долно Врановце (331) • Долно Гаре (165) • Долно Горачиче (57) • Долно Гърбице (557) • Долно Гъргуре (127) • Долно Драговле (452) • Долно Жабско (421) • Долно Зуниче (407) • Долно Комарице (545) • Долно Конювце (520) • Долно Кординце (226) • Долно Краинце (764) • Долно Кърнино (271) • Долно Левиче (87) • Долно Лесковице (597) • Долно Лопиже (123) • Долно Меджурово (1414) • Долно Неделице (566) • Долно Ново село (120) • Долно Пунушевце (21) • Долно Ратае (930) • Долно Романовце (509) • Долно Сварче (122) • Долно Синковце (1661) • Долно Стопане (1136) • Долно Сухотно (320) • Долно Тлъмино (211) • Долно Точане (122) • Долно Требешине (832) • Долно Търняне (289) • Долно Църнатово (519) • Долно Църнилево (981) • Долно Щипле (272) • Долно Ябуково (152) • Долно Ярушице (265) • Долово (465) • Долово (6835) • Доляне (262) • Доляни (89) • Доляшница (409) • Домишевина (104) • Дорослово (1830) • Драга (950) • Драганичи (350) • Драги Део (62) • Драгиевица (681) • Драгинац (885) • Драгинац (324) • Драгине (1701) • Драглица (257) • Драгобрача (845) • Драгобужде (49) • Драговац (1005) • Драговац (910) • Драговита (81) • Драгово (1125) • Драгодол (611) • Драгоевац (312) • Драгоевац (862) • Драгойловиче (114) • Драгол (364) • Драгосинци (672) • Драгоцвет (1003) • Драгочево (112) • Драгошевац (501) • Драгушица (247) • Дражан (1548) • Дражевац (1188) • Дражевац (1536) • Дражевиче (431) • Дражевичи (419) • Дражево (30) • Дражиниче (108) • Дражиновичи (352) • Дражмировац (438) • Драинац (706) • Драинци (78) • Драксин (144) • Дракчичи (638) • Драмиче (80) • Драча (828) • Драчич (264) • Драшковац (791) • Дрежник (761) • Дрежница (86) • Дрен (445) • Дрен (1279) • Дренова (102) • Дренова (264) • Дренова (208) • Дренова (135) • Дреновац (2009) • Дреновац (141) • Дреновац (356) • Дреновац (161) • Дреновац (167) • Дреновац (2345) • Дреновци (395) • Дренце (149) • Дренча (255) • Дречиновац (88) • Дрешница (102) • Дриетан (1092) • Друговац (1906) • Дружетич (669) • Дружетичи (703) • Дружиниче (19) • Дръвник (15) • Дръмно (1046) • Дуб (419) • Дубле (3317) • Дубле (1050) • Дубле (492) • Дубница (142) • Дубница (380) • Дубница (607) • Дубница (819) • Дубовац (1283) • Дубово (916) • Дубово (608) • Дубока (737) • Дубока (1110) • Дубоко (484) • Дубоко (847) • Дубона (1139) • Дубочане (455) • Дубочка (582) • Дубрава (17) • Дубрава (1839) • Дубрава (173) • Дубрава (45) • Дубравица (1225) • Дуванище (610) • Дуга лука (154) • Дуга поляна (60) • Дуга поляна (594) • Дугойница (275) • Дуго поле (690) • Дудовица (777) • Дудулайце (363) • Дужине (219) • Дуйке (152) • Дукат (397) • Дукат (265) • Дулан (97) • Дулебе (56) • Дулене (218) • Думбия (36) • Дунавац (603) • Дунишиче (190) • Дупелево (55) • Дупляй (452) • Дупляне (564) • Дупляне (161) • Дупляя (854) • Дупци (456) • Дучаловичи (440) • Дучевац (136) • Дучина (736) • Дучич (641) • Душановац (882) • Душаново (236) • Душковци (369) • Душманич (176) • Душманичи (245) • Дълги дел (42) • Дърводел (95) • Дърводеля (245) • Държановац (947) • Държина (472) • Дърлаче (430) • Дърлупа (143) • Дърлупа (547) • Дърмановичи (368) • Дъртевци (38) • Дърчевац (309) • 

## Е
Елемир (4690) • Ервенице (57) • Ердевик (3316) • Ердеч (67) • Ерчеге (200) • Ечка (4513)

## Ж
Жабар (683) • Жабаре (361) • Жабаре (1016) • Жабари (452) • Жабари (1442) • Жабляне (724) • Жабрен (321) • Жагубица (2823) • Жалица (12) • Жаочани (391) • Жарево (92) • Жарковац (1102) • Жбевац (804) • Ждеглово (695) • Ждрело (756) • Жегрова (49) • Желево (87) • Желине (153) • Желюша (1394) • Жеравино (21) • Жерадже (151) • Живинице (118) • Живица (300) • Живица (728) • Живковац (380) • Живково (669) • Живковци (534) • Жидиле (158) • Жижавица (189) • Жилинци (149) • Жилци (427) • Жировница (830) • Жирче (370) • Житковац (2680) • Житковица (142) • Житни поток (592) • Житниче (536) • Житораджа (3543) • Житорадже (1339) • Жича (3982) • Жужелица (166) • Жуинце (1248) • Жуковац (114) • Жуне (370) • Жуне (258) • Жуневиче (211) • Жупа (344) • Жупаневац (464) • Жупаняц (582) • Жутице (224) • Жуч (172) • Жуче (151) • Жучковац (529) • Жълне (161) 

## З
Заблаче (1226) • Заблаче (674) • Забойница (462) • Забрега (247) • Забрега (1211) • Забреже (2663) • Забърдже (49) • Забърдже (716) • Забърдже (350) • Забърдже (50) • Забърдица (462) • Забърдни Тоци (133) • Забърница (205) • Завидинце (503) • Завиноградже (1272) • Завлака (962) • Загаица (575) • Заглавак (566) • Загорица (765) • Заградже (493) • Заградже (19) • Заградже (241) • Заградина (248) • Загужане (339) • Загужане (890) • Заечиче (185) • Заклопача (2252) • Заклопача (971) • Закута (196) • Залоговац (881) • Залуг (1047) • Залужне (482) • Замчане (31) • Заовине (442) • Заостро (88) • Западни Мойстир (505) • Зарбинце (652) • Зарево (71) • Зароже (790) • Зарубе (171) • Засавица I (836) • Засавица II (707) • Засад (109) • Заселе (482) • Засковци (68) • Заступ (128) • Затоне (749) • Зауглине (348) • Захумско (150) • Заяча (693) • Збойщица (172) • Звезд (813) • Звездан (1675) • Звечка (6138) • Звиезд (104) • Звиздар (536) • Звонци (254) • Здравине (898) • Здравине (184) • Здравчичи (526) • Зебинце (121) • Зебица (206) • Зебица (35) • Зеленик (251) • Зелетово (110) • Зеоке (796) • Зеоке (261) • Зладовац (20) • Зладовце (114) • Злакуса (694) • Злата (205) • Златанце (158) • Златаре (12) • Златари (637) • Златарич (486) • Златичево (200) • Златово (549) • Златокоп (795) • Зли дол (193) • Злодол (419) • Злокукя (588) • Злокучане (217) • Злот (3757) • Злочудово (271) • Змаево (4361) • Зминяк (1467) • Зобнатица (309) • Золево (259) • Зоровац (19) • Зоруновац (179) • Зубетинац (191) • Зубовац (214) • Зукве (262) • Зуце (2024)

## И
Иване (88) • Иване (1140) • Иванковац (267) • Иван Кула (39) • Иваново (1131) • Ивановци (468) • Иванча (813) • Ивезичи (170) • Ивковачки Пърнявор (102) • Игрище (42) • Игрище (292) • Игрош (637) • Идвор (1198) • Иджош (2174) • Изатовци (31) • Избеница (531) • Избице (1949) • Избичан (46) • Избище ( 1728) • Изварица (376) • Извор (381) • Извор (929) • Извор (263) • Извор (115) • Извор (781) • Извор (722) • Изрок (107) • Източни Мойстир (138) • Изумно (357) • Иланджа (1727) • Илино (121) • Илинце (136) • Илинци (827) • Иново (100) • Иричичи (40) • Исаково (646) • Искровци (38) 

## Й
Йевик (60) • Йежевица (1330) • Йезгровиче (237) • Йевремовац (3310) • Йездина (267) • Йезеро (433) • Йезеро (24) • Йезеро (310) • Йелав (679) • Йелакци (437) • Йелача (254) • Йелашница (1695) • Йелашница (212) • Йелашница (289) • Йелашница (1173) • Йелашница (153) • Йеленац (375) • Йелен До (167) • Йеленча (1803) • Йеличе (100) • Йеловац (349) • Йеловик (480) • Йеловик (212) • Йеловица (113) • Йерменовци (1033) • Йова (21) • Йовановац (1165) • Йовановац (513) • Йовановце (43) • Йованя (310) • Йовац (93) • Йовац (1258) • Йовине ливаде (11) • Йошаница (898) • Йошаница (671) • Йошанички Пърнявор (45) • Йошева (1123) • Йошева (455) • Йошева (272) • Йошйе (291)

## К
Кавадар (456) • Кавило (233) • Кадина Лука (508) • Казновиче (527) • Кайтасово (287) • Калабовце (102) • Каланевци (744) • Калафати (273) • Каленич (888) • Каленичи (331) • Каленички Пърнявор (154) • Каленовац (27) • Калетинац (101) • Калиманичи (181) • Калиманце (108) • Калиновац (480) • Калиполе (21) • Каличина (256) • Калище (478) • Кална (147) • Кална (553) • Калово (48) • Калуджерица (22248) • Калуджеровичи (164) • Калуджерово (273) • Калуджерово (132) • Калуджерце (206) • Калудра (103) • Калудра (327) • Камбелевац (419) • Камена гора (210) • Каменаре (474) • Камендол (1067) • Каменица (1651) • Каменица (103) • Каменица (276) • Каменица (30) • Каменица (37) • Каменица (696) • Каменица (431) • Каменица (180) • Каменица (189) • Каменица (272) • Каменица (1005) • Каменово (1010) • Каменяни (283) • Каменяча (373) • Камешница (442) • Камиево (347) • Камик (112) • Канак (996) • Кандалица (52) • Каневина (65) • Каона (712) • Каона (453) • Каона (341) • Каоник (1460) • Капиджия (1485) • Капит (253) • Каравуково (4991) • Карадак (72) • Караджорджевац (417) • Караджорджево (1012) • Караджорджево (590) • Карадник (455) • Караманица (83) • Каран (582) • Карановац (409) • Караула (63) • Караюкича Бунари (116) • Карбулово (520) • Каре (54) • Карловчич (1243) • Карошевина (199) • Касидол (744) • Касидоли (455) • Кастрат (267) • Катичи (125) • Катун (571) • Катун (432) • Катърга (1042) • Кацабач (668) • Кацапун (74) • Кач (11166) • Качапор (72) • Качево (55) • Качер (507) • Качулице (609) • Кашал (35) • Кашевар (336) • Кашице (88) • Кащавар (68) • Кеви (887) • Келебия (2168) • Кесеровина (589) • Киевац (54) • Киевац (183) • Киево (549) • Киевци (151) • Кикоевац (187) • Кисач (5471) • Кисилево (718) • Кладница (362) • Кладурово (476) • Кладушница (727) • Клаич (289) • Кланица (590) • Клатичево (281) • Клачевица (600) • Клашнице (39) • Клашнич (128) • Клек (2959) • Клекова (158) • Кленак (3246) • Клене (54) • Клене (3253) • Клене (493) • Кленике (268) • Кленовац (250) • Кленовник (904) • Клиновъц (539) • Клинци (269) • Клисура (222) • Клисура (184) • Клисура (332) • Клисурица (250) • Клисурица (173) • Кличевац (1329) • Клока (1146) • Клокочевац (711) • Клупци (7297) • Ключ (498) • Кляйчево (6012) • Кнежевац (208) • Кнежевац (105) • Кнежево (60) • Кнежица (586) • Кнежица (748) • Кнез Село (926) • Книч (2294) • Кничанин (2034) • Кобиле (496) • Кобиле (710) • Кобиле (930) • Кобишница (1355) • Кованица (190) • Кованлук (266) • Кованлук (2133) • Ковачева Бара (167) • Ковачевац (235) • Ковачевац (1613) • Ковачевац (4349) • Ковачево (243) • Ковачи (1297) • Ковачи (283) • Ковачи (259) • Ковачице (203) • Ковизла (59) • Ковил (5599) • Ковиле (15) • Ковиоци (156) • Кожел (181) • Кожетин (907) • Кожинце (105) • Кожле (618) • Кожуар (708) • Козаре (362) • Козарица (213) • Козел (476) • Козило (8) • Козличич (237) • Козник (27) • Козница (148) • Козница (235) • Козя (76) • Козяк (1102) • Коилово (411) • Коилово (1039) • Кокошиче (124) • Коларе (619) • Колари (1196) • Колуница (7) • Колут (1710) • Комадине (218) • Команице (436) • Комаране (254) • Комарани (346) • Комарица (198) • Комирич (954) • Коморане (113) • Конарево (3372) • Конатице (909) • Конджел (180) • Коневичи (788) • Конино (913) • Кониц (343) • Кониче (322) • Конопница (989) • Конска река (112) • Кончарево (1628) • Кончич (134) • Кончул (1306) • Конюва (169) • Конюх (1139) • Конюша (190) • Конюша (143) • Конярник (104) • Копайкошара (112) • Копаняне (70) • Копаоник (18) • Копитарце (75) • Копляре (1024) • Копривна (49) • Копривница (223) • Копривница (99) • Копривница (12) • Копривница (532) • Копривщица (67) • Корачевац (192) • Корачица (1924) • Корбевац (711) • Корбово (1067) • Корбул (14) • Коренита (2680) • Коритник (424) • Корлаче (529) • Корман (773) • Корман (692) • Корман (393) • Косанчич (416) • Косанчич (163) • Косатица (353) • Косерич (1023) • Космача (108) • Космовац (110) • Косовица (240) • Костадиновац (306) • Костайник (1048) • Костеница (289) • Костоевичи (495) • Костол (1053) • Костолац (1313) • Костомлатица (22) • Кострошевци (81) • Костур (311) • Косуриче (125) • Котешица (727) • Котража (304) • Котража (889) • Котроман (182) • Коцелева (4645) • Кочане (1591) • Кочетин (404) • Кочине (107) • Кочино село (952) • Кочура (234) • Кошарно (105) • Кошеви (393) • Кошевине (1049) • Кощуничи (660) • Кравиче (187) • Кравле (430) • Кравли До (355) • Краиновиче (91) • Краишник (2241) • Краишници (1048) • Крайковац (607) • Кралево (930) • Кралевци (1232) • Красава (649) • Краставче (110) • Кратово (305) • Крежбинац (547) • Кременица (29) • Кремиче (62) • Кремна (727) • Крента (137) • Креполин (1696) • Крива река (519) • Крива река (102) • Крива река (1135) • Крива Фея (870) • Кривача (429) • Кривача (414) • Кривача (171) • Кривая (986) • Кривая (173) • Кривая (11) • Кривая (952) • Кривел (1316) • Криви Вир (549) • Криви Дел (198) • Крупая (649) • Крупъц (1444) • Крупъц (144) • Крушар (1546) • Круше (332) • Крушева глава (135) • Крушевица (686) • Крушевица (47) • Крушевица (150) • Крушевица (567) • Крушево (486) • Крушево (36) • Крушедол Пърнявор (277) • Крушедол Село (388) • Крушце (879) • Крушчица (474) • Крушчица (989) • Крушчич (2353) • Кръстац (576) • Кръстац (30) • Кръстичево (24) • Кръчмар (485) • Кръчмаре (150) • Кръшна глава (221) • Кудреш (193) • Кузмин (3391) • Кузмичево (133) • Кукавица (20) • Кукавица (535) • Кукичи (574) • Куклин (1794) • Кукуевци (2252) • Кукуловце (298) • Кукуровичи (66) • Кула (699) • Кулина (731) • Кулиновци (413) • Кулпин (2976) • Кумане (431) • Кумане (3814) • Куманица (240) • Куманово (38) • Кумарево (825) • Кумарево (283) • Кунице (77) • Куновица (101) • Куново (532) • Купиник (349) • Купининце (134) • Купиновац (386) • Купиново (67) • Купиново (2047) • Купузище (317) • Купусина (267) • Купусина (2356) • Курбалия (146) • Куричи (108) • Куряче (964) • Куса врана (166) • Кусадак (5691) • Кусич (1361) • Кусиче (742) • Кусовац (182) • Кутлеш (651) • Кутловац (180) • Кутлово (236) • Кутлово (37) • Куцура (4663) • Кучайна (468) • Кучане (117) • Кучани (256) • Кучин (169) • Кушилево (2569) • Кушичи (555) • Кущил (806) • Кущица (175) • Куявица (244) • Кървавица (862) • Кървавци (311) • Кървие (499) • Кържава (806) • Кържинце (257) • Кърнево (4253) • Кърнешевци (1025) • Кърни град (47) • Кърнич (600) • Кърнуле (1084) • Кърня Йела (47) • Кърняча (220) • Кърпейце (47) • Къртинска (1177) • Кърток (39) • Кърче (337) • Кърчевац (775) • Кърчедин (2878) • Кършане (167) • Кършевица (486)

## Л
Лабуково (122) • Ладжевци (1258) • Ладовица (904) • Лазаревац (114) • Лазаревац (671) • Лазарево (3308) • Лазарево село (160) • Лазарица (1521) • Лазац (865) • Лазница (2063) • Лайковац (1950) • Лалинац (1828) • Лалинац (445) • Лалиновац (250) • Лалинце (150) • Лалинци (309) • Лалич (1646) • Ландол (1068) • Ланище (68) • Лапово (806) • Лапотинце (647) • Ласово (358) • Латвица (323) • Латковац (474) • Латкович (443) • Лаудоновац (24) • Лачарак (10893) • Лачислед (821) • Лебет (102) • Лебина (715) • Лева река (80) • Левая (115) • Левичи (152) • Левовик (162) • Левосое (840) • Лединци (1641) • Лежимир (947) • Лелич (568) • Леличи (381) • Леновац (204) • Леович (318) • Лепая (674) • Лепена (137) • Лепенац (932) • Лепеница (734) • Лепоевич (362) • Лепоевичи (126) • Лепчинце (125) • Лесеновци (193) • Лескова (335) • Лескова бара (139) • Лесковац (294) • Лесковац (770) • Лесковац (390) • Лесковац (128) • Лесковик (300) • Лесковик (24) • Лесковица (298) • Лесковица (31) • Лесково (431) • Лесница (159) • Летовица (1126) • Летовище (177) • Леушичи (162) • Леце (347) • Леча (319) • Леше (422) • Лешево (324) • Лешница (4731) • Лешница (236) • Лещане (8492) • Лещанско (418) • Ливадже (174) • Лиева река (14) • Ликодра (874) • Лилянце (535) • Линово (118) • Липар (1807) • Липе (15) • Липе (3338) • Липенович (603) • Липица (82) • Липле (372) • Липница (567) • Липница (974) • Липница (621) • Липнички Шор (2673) • Липова (955) • Липовац (418) • Липовац (304) • Липовац (345) • Липовац (298) • Липовац (558) • Липовац (79) • Липовица (450) • Липовица (147) • Липовица (1287) • Липовица (454) • Липолист (2582) • Лис (257) • Лиса (1113) • Лисина (52) • Лисице (383) • Лисович (1057) • Лисо поле (278) • Личе (414) • Личин дол (139) • Лободер (53) • Ловци (861) • Ловци (228) • Ловченац (3693) • Лозан (210) • Лозан (340) • Лозане (49) • Лозна (380) • Лознац (176) • Лозница (660) • Лозница (401) • Лозничко поле (7922) • Лозно (133) • Лозовик (328) • Лозовик (5607) • Лок (1255) • Локва (69) • Локве (2002) • Ломница (186) • Ломница (1033) • Лонин (337) • Лончаник (551) • Лопардинце (825) • Лопатан (1330) • Лопатница (303) • Лопаш (571) • Лопаш (800) • Лопужне (70) • Лопушник (463) • Лорет (265) • Лочевци (90) • Лочика (380) • Лочика (519) • Лоянице (641) • Лубница (1052) • Луг (2555) • Луг (801) • Лугавчина (3384) • Лугаре (389) • Лужане (942) • Лужнице (1065) • Лука (612) • Лукавац (287) • Лукавац (1054) • Лукавица (242) • Лукавица (429) • Лукавица (455) • Лукар (139) • Лукаре (489) • Лукарско Гошево (850) • Лукарце (31) • Луке (1037) • Лукино село (598) • Лукичево (2077) • Луковица (778) • Луково (200) • Луково (366) • Луково (38) • Луково (704) • Луково (277) • Лукомир (960) • Лукоцрево (186) • Луневац (607) • Луневица (512) • Лучане (1091) • Лучани (328) • Лучина (927) • Лучица (2192) • Лучице (169) • Люба (559) • Любава (525) • Любане (708) • Любатовица (87) • Любераджа (287) • Любине (409) • Любинич (855) • Любинци (323) • Любич (385) • Любич (61) • Любичевац (458) • Любичевац (83) • Любиш (705) • Любовия (4130) • Люково (1604) • Люляци (369) • Люптен (408) • Лютае (88) • Лютеж (281) • Лютице (593) • Лютице (432) • Лютова (37) • Лютовница (190) • Лютово (1181) • Люша (109) • Ляник (29)

## М
Магаш (204) • Маглич (2695) • Маглич (45) • Магово (24) • Маджаре (174) • Маджер (153) • Маджере (363) • Маджере (525) • Мажичи (261) • Мазарач (197) • Маиловац (1024) • Маинович (163) • Майдан (513) • Майдан (292) • Майдево (491) • Майковац (23) • Маквище (24) • Маковище (893) • Макрешане (1618) • Макце (975) • Мала Биляница (207) • Мала Босна (1245) • Мала Браина (13) • Мала Бресница (135) • Мала Вранска (801) • Мала Връбница (223) • Мала Връбница (262) • Мала Върбица (783) • Мала Върбица (249) • Мала Върбица (368) • Мала Грабовница (182) • Мала Грабовница (275) • Мала Драгуша (157) • Мала Дренова (735) • Мала Иванча (1701) • Мала Йежевица (304) • Малайница (683) • Мала Каменица (392) • Мала Копашница (255) • Мала Косаница (130) • Мала Крушевица (317) • Мала Кръсна (1753) • Мала Мощаница (1665) • Мала Плана (608) • Мала Плана (887) • Мала река (489) • Мала река (174) • Мала река (21) • Мала Ремета (151) • Мала Сугубина (333) • Мала Ясикова (332) • Малевич (341) • Мале Пияце (1988) • Малетина (188) • Малешево (291) • Малешево (146) • Мали Београд (524) • Мали Борак (489) • Мали Бошняк (300) • Мали Въртоп (150) • Мали Дреновац (176) • Мали Жам (379) • Мали Иджош (5465) • Мали Извор (565) • Мали Извор (454) • Мали Йовановац (144) • Мали Кръчимир (256) • Мали Купци (407) • Мали Песак (115) • Мали Пожаревац (1479) • Мали Попович (445) • Мали Радинци (598) • Мали Суводол (281) • Мали Търновац (343) • Мали Църлени (885) • Мали Шен (100) • Мали Шилеговац (657) • Мали Ясеновец (284) • Мало Баванище (420) • Мало Бонинце (115) • Мало Войловце (208) • Мало Головоде (2369) • Мало Градище (377) • Мало Крушинце (145) • Мало Кръчмаре (486) • Мало Лаоле (635) • Мало Ораше (1139) • Мало Средище (120) • Мало Църниче (882) • Малошище (2933) • Малча (1202) • Малюревац (548) • Мана (227) • Манайле (60) • Манастир (2) • Манастирица (250) • Манастирица (748) • Манджелос (1533) • Манинац (122) • Манич (551) • Манойлица (272) • Манойловце (778) • Манойловци (144) • Маняк (641) • Маови (717) • Марадик (2298) • Марганце (38) • Марганце (20) • Маргита (1047) • Мареново (453) • Марина Кутина (347) • Мариновац (305) • Маричиче (54) • Марковац (674) • Марковац (3228) • Марковац (329) • Маркова църква (110) • Марковица (193) • Марковиче (52) • Марковичево (216) • Маровац (123) • Мартинци (3639) • Мартонош (2183) • Маршич (294) • Маскар (236) • Маскаре (539) • Маскова (254) • Маслошево (478) • Масурица (1245) • Масуровци (28) • Матарова (83) • Матаруге (383) • Матаруге (164) • Матиевац (750) • Мачвански Меткович (1244) • Мачвански Причинович (1976) • Мачвански Пърнявор (4464) • Мачевац (217) • Мачедонце (81) • Мачедонце (236) • Мачина (67) • Мачия (126) • Мачкат (806) • Мачкатица (259) • Мачковац (1295) • Мачковац (298) • Мачя стена (29) • Машовиче (119) • Маюр (2777) • Маюр (6854) • Медаре (384) • Медведжа (880) • Медведжа (2694) • Медведжица (44) • Медевце (82) • Меджа (872) • Меджа (1155) • Меджани (80) • Меджувърше (82) • Меджугор (176) • Меджулуже (2431) • Меджуреч (430) • Меджурече (156) • Меджурече (98) • Меджухана (187) • Медовине (163) • Медоевац (165) • Медошевац (2704) • Медошевац (925) • Мезграя (57) • Мезграя (575) • Мездрая (33) • Мекиш (1137) • Мелайе (431) • Меленци (6737) • Мелница (924) • Мелово (63) • Меляк (1772) • Меляница (163) • Мердаре (139) • Мерджелат (147) • Меровац (174) • Мерошина (873) • Мерчез (26) • Месарци (592) • Месич (227) • Метикош (688) • Метлич (1190) • Метовница (1331) • Метриш (392) • Механе (54) • Меховине (615) • Мечи До (44) • Мечковац (169) • Мешево (626) • Мийовце (67) • Мийоска (750) • Микуловац (385) • Милавац (223) • Милавчичи (432) • Милаковац (593) • Милаковичи (66) • Милановац (445) • Миланово (546) • Миланово (273) • Милатковиче (161) • Милатовац (584) • Милатовац (828) • Милатовичи (760) • Милевич (527) • Милевичи (455) • Милевци (140) • Милентия (184) • Милетичево (622) • Милешево (121) • Милешево (1118) • Милива (1059) • Миливойце (122) • Милиеш (644) • Милина (228) • Миличе (293) • Миличево село (694) • Миличевци (944) • Миличи (38) • Миличиница (913) • Милковац (253) • Милковац (50) • Милковац (154) • Милковица (62) • Милойковац (7) • Милорци (407) • Милочай (1085) • Милошевац (3426) • Милошевац (95) • Милошев До (126) • Милошево (1229) • Милошево (517) • Милутиновац (186) • Милутовац (1917) • Милушинац (382) • Миничево (828) • Миоковци (1063) • Миокус (406) • Мионица (184) • Мионица (1446) • Мирановац (43) • Мирановачка кула (17) • Миратовац (2774) • Мирашевац (742) • Мириево (474) • Мириловац (835) • Мирковци (20) • Мирница (60) • Мирово (183) • Миронич (99) • Миросалци (847) • Миросалци (1658) • Мироч (406) • Мирошевце (1053) • Мисача (781) • Мислоджин (2313) • Митрова (996) • Михайловац (718) • Михайловац (3093) • Михайлово (1004) • Мичуново (516) • Мишар (2217) • Мишевич (233) • Мишевичи (112) • Мишичево (446) • Мишленовац (465) • Мишчиче (231) • Мияйлица (190) • Мияйловац (548) • Мияковце (37) • Мияни (25) • Миятовац (1712) • Миячи (193) • Младеновац (1539) • Младеново (3358) • Мланча (260) • Млачище (29) • Млекоминци (124) • Модра стена (257) • Модрица (764) • Мозгово (1632) • Моинци (34) • Мойкович (790) • Мойсине (36) • Мойсине (869) • Моклище (492) • Мокра (315) • Мокра гора (605) • Мокране (710) • Мокрин (5918) • Мол (6786) • Моловин (298) • Моравац (1785) • Моравски Буймир (207) • Моравци (665) • Морани (198) • Морович (2164) • Мосна (787) • Мотрич (175) • Мочиоци (143) • Мошорин (2763) • Мощаница (442) • Мрамор (725) • Мраморак (3145) • Мраморац (613) • Мраморски поток (312) • Мраморско бърдо (67) • Мратишич (345) • Мръчковац (328) • Мръчковина (33) • Мръщане (1431) • Мудраковац (3366) • Мужинац (459) • Музаче (152) • Мур (3407) • Мургаш (559) • Муре (148) • Мусина река (274) • Мустапич (740) • Мусул (125) • Мутан (104) • Муховац (570) • Мухово (545) • Мучибаба (110) • Мушвете (277) • Мушичи (433) • Мушковина (34) • Мъзгош (27) • Мървеш (116) • Мърдженовац (697) • Мързеница (221) • Мърковица (14) • Мърконе (44) • Мърляк (26) • Мъровска (508) • Мърмош (802) • Мърсач (1350) • Мъртвица (380) • Мърчаевци (2676) • Мърче (93) • Мърчич (192) • Мърчичи (297) • Мършел (164) • Мършели (219) • Мършинци (1359) 

## Н
Набойе (218) • Набърдже (346) • Навалин (898) • Надал (2202) • Надумце (161) • Надърле (229) • Назърица (76) • Наково (2419) • Накриван (1315) • Накучани (123) • Накучани (640) • Намга (189) • Наномир (239) • Наставце (52) • Наталинци (834) • Наупаре (580) • Нашушковица (295) • Невада (30) • Неваде (549) • Негбина (475) • Неговац (39) • Негосавле (426) • Неготинац (26) • Негошево (632) • Негришори (549) • Неменикуче (2058) • Непричава (679) • Нерадин (551) • Нересница (2365) • Несалце (1203) • Несвърта (128) • Несвърта (132) • Неузина (1371) • Нещин (900) • Никинци (2216) • Никоевичи (416) • Никола Тесла (3532) • Николинац (418) • Николинци (1240) • Николичево (833) • Никшич (148) • Нишевац (523) • Нишор (162) • Нова Божурна (239) • Нова Брезовица (125) • Нова Гайдобра (1409) • Нова Пазова (18214) • Нова Топола (121) • Новаци (402) • Новаци (879) • Нова Цървенка (524) • Нова Църня (1861) • Нови Бановци (9358) • Нови Брачин (568) • Нови глог (137) • Нови Джуровац (13) • Нови жедник (2848) ) • Нови Завой (1458) • Нови Итебей (1315) • Нови Карловци (3036) • Нови Козарци (2277) • Нови Козяк (768) • Нови Милановац (406) • Нови Сип (909) • Нови Сланкамен (3455) • Ново Корито (208) • Ново Ланище (694) • Ново Милошево (6763) • Ново Момчилово (85) • Ново Орахово (2029) • Ново село (46) • Ново село (47) • Ново село (211) • Ново село (75) • Ново село (207) • Ново село (120) • Ново село (1404) • Ново село (362) • Ново село (351) • Ново село (56) • Ново село (87) • Ново село (145) • Ново село (1256) • Ново село (106) • Ново село (3952) • Ново село (437) • Нозрина (743) • Номаница (317) • Норча (992) • Носолин (260) • Ночае (77) • Ночай (2120) 

## О
Обайгора (834) • Обилич (94) • Облачина (443) • Обличка Сена (52) • Оборняча (389) • Обрадовце (31) • Ображда (34) • Обреж (1400) • Обреж (3221) • Обреновац (143) • Обровац (3177) • Обърва (720) • Объртинце (14) • Овсининац (237) • Овсище (630) • Овча (2567) • Овчар баня (168) • Овчиня (582) • Огар (1143) • Огладженовац (636) • Оджаци (1562) • Одоевиче (50) • Озрем (343) • Ойковица (290) • Оклетац (622) • Околище (141) • Окосе (36) • Округлица (226) • Округлица (261) • Омолица (6518) • Опаленик (273) • Опарич (963) • Опланич (456) • Опланичи (911) • Опорница (452) • Ораовац (336) • Ораовица (3774) • Орашац (1462) • Орашац (582) • Орашац (707) • Орашац (204) • Орашац (404) • Оране (152) • Ораовица (152) • Ораовица (2210) • Орахово (34) • Ораше (698) • Ораше (934) • Ораше (455) • Ореовац (370) • Ореовац (54) • Ореовица (128) • Ореовица (862) • Орешац (335) • Орешац (420) • Орешковица (911) • Орид (192) • Орле (255) • Орлево (260) • Орловат (1789) • Орловац (17) • Орля (75) • Орля глава (131) • Орляне (1612) • Оровичка планина (201) • Ором (1561) • Оруглица (173) • Осаница (1187) • Осаоница (284) • Осаоница (37) • Осеченица (795) • Осечина (944) • Осечина (3172) • Осипаоница (4071) • Осладич (592) • Осларе (904) • Осмаково (292) • Оснич (1340) • Осое (966) • Осое (526) • Осоница ( 860) • Осредци (474) • Остатовица (83) • Остойчево (2844) • Остра (1091) • Остра глава (72) • Остриковац (574) • Островица (603) • Островица (40) • Островица (39) • Острово (685) • Острово (300) • Острозуб (1) • Остружан (588) • Остърц (128) • Отан (412) • Отроци (543) • Охоле (179) • Очаге (409) • Ошляне (256) • Ощра Стиена (123) • Ощрел (654) •

## П
Павле (178) • Павлица (156) • Павличина (40) • Павлиш (2237) • Павловац (70) • Павловац (878) • Павловци (460) • Падеж (58) • Падеж (877) • Падей (2882) • Падина (5760) • Падина (370) • Падинска Скела (9836) • Паеж (90) • Пайковац (142) • Пайсак (84) • Пайсиевич (545) • Пакашница (1929) • Пакле (120) • Паковраче (483) • Палево (369) • Палевщица (56) • Палежница (224) • Палиграце (353) • Паликуча (387) • Палилула (75) • Палина (272) • Палойце (484) • Палюви (769) • Паля (18) • Паляне (535) • Памбуковица (1173) • Паневац (292) • Паневац (519) • Паневле (209) • Панково (416) • Паноевиче (184) • Панония (798) • Паняк (109) • Папиче (276) • Папратище (291) • Папратна (13) • Параге (1039) • Парада (16) • Паралово (133) • Паралово (982) • Парамун (80) • Пардик (385) • Парменац (240) • Парта (444) • Паруновац (2179) • Парцане (542) • Парцани (657) • Парчин (266) • Паси Поляна (2139) • Паси Поток (42) • Паскашия (11) • Пасковац (687) • Пасяк (312) • Пасяч (32) • Пасяча (35) • Пасяча (295) • Пауне (596) • Пачараджа (41) • Пачир (2948) • Пашинац (134) • Пащрич (588) • Паязитово (241) • Пеар (433) • Певащица (35) • Пейковац (1276) • Пейнович (235) • Пекчаница (309) • Пепел (180) • Пепелевац (2101) • Пепелевац (15) • Пепелевац (733) • Периш (220) • Перлез (3818) • Пертате (1559) • Перуника (64) • Перутина (204) • Перучац (845) • Пестиш (22) • Петачинци (19) • Петина (353) • Петка (1191) • Петка (1285) • Петковица (967) • Петловача (1521) • Петница (241) • Петница (614) • Петриево (1093) • Петриле (63) • Петровац (47) • Петровац (108) • Петровац (389) • Петровац (436) • Петровац (13) • Петрово поле (22) • Петрово село (129) • Петровчич (1406) • Петрополе (286) • Петруша (120) • Петърлаш (33) • Пецка (501) • Печаница (453) • Печеневце (1776) • Печено (125) • Печеног (460) • Печинци (2659) • Пивнице (3835) • Пиларета (26) • Пилатовичи (803) • Пилица (653) • Пирковац (34) • Пироман (1008) • Пискале (30) • Писканя (486) • Пископовце (162) • Пискупово (216) • Плавково (99) • Плавна (1392) • Плавна (953) • Плавце (296) • Плажане (1541) • Плана (1244) • Плана (39) • Плана (37) • Пландище (4270) • Планина (204) • Планиница (8) • Планиница (313) • Планиница (18) • Планиница (198) • Планиница (305) • Пласковац (559) • Платичево (2760) • Плашче (85) • Пленибабе (123) • Плеш (403) • Плешин (222) • Плоча (400) • Плоча (100) • Плоча (945) • Плочица (2044) • Плочник (182) • Плочник (593) • Плужац (460) • Плужина (370) • Пляково (78) • Победа (342) • Побърдже (2176) • Побърдже (972) • Поганово (77) • Поглед (627) • Пода (17) • Подвис (369) • Подвръшка (1143) • Подгорац (2218) • Подгорац (516) • Подина (798) • Подлокан (217) • Поднемич (420) • Подримце (283) • Подунавци (1446) • Пожега (523) • Пожегърмац (188) • Пожежено (799) • Пожежина (251) • Позлата (125) • Покревеник (126) • Покървеник (11) • Покървеник (276) • Полатна (281) • Полна (1214) • Полокце (117) • Полом (275) • Полом (440) • Полска Ръжана (1349) • Полумир (309) • Поляна (1610) • Поляне (455) • Полянице (544) • Поляци (393) • Помияча (201) • Поникве (97) • Пониковица (362) • Понор (144) • Понор (379) • Понорац (186) • Попадич (773) • Попе (83) • Попе (79) • Попина (384) • Попинци (1360) • Попиче (314) • Попова (224) • Поповац (2588) • Поповац (805) • Поповац (190) • Поповица (487) • Попович (412) • Попович (1545) • Поповичи (300) • Поповняк (337) • Поповце (379) • Поповци (92) • Попучке (2607) • Попшица (155) • Породин (154) • Породин (2036) • Порощица (113) • Порощица (41) • Поружница (354) • Поскурице (573) • Послон (264) • Постене (383) • Постене (3471) • Поткръш (124) • Поток (282) • Поточане (518) • Поточац (1309) • Поточич (449) • Потпече (512) • Потпоран (311) • Потреб (267) • Потъркане (83) • Поцерски Меткович (857) • Поцерски Причинович (5992) • Поцесе (54) • Почековина (838) • Пояте (986) • Правошево (85) • Праля (17) • Пранци (360) • Праняни (1786) • Прасковче (511) • Прахово (1506) • Прача (2) • Пребреза (329) • Превалац (153) • Преветица (21) • Превещ (338) • Предворица (469) • Предеяне (491) • Предеяне (1222) • Предоле (170) • Прекадин (167) • Прекашница (23) • Прекодолце (1625) • Преконога (578) • Преконози (173) • Прекопеча (123) • Прекопуце (125) • Прекопчелица (508) • Прекорадже (22) • Прелина (1801) • Премеча (320) • Преображене (69) • Пресека (268) • Пресека (520) • Пресечина (448) • Преслап (251) • Претежана (114) • Претина (53) • Претоке (577) • Претрешня (150) • Претърковац (326) • Прешево (13426) • Прибовце (348) • Прибой (642) • Прибой (392) • Прибойска Голеша (204) • Прибойске Челице (142) • Привина Глава (221) • Пригревица (4781) • Придворица (124) • Придворица (951) • Придворица (227) • Придворица (208) • Придворице (870) • Придоли (334) • Приевор (1576) • Приездич (340) • Прилепац (499) • Прилике (1395) • Прилипац (341) • Прислоница (1591) • Присян (143) • Причевац (54) • Причевич (519) • Прияновичи (446) • Проваленик (202) • Прово (2355) • Прогар (1455) • Прогорелица (902) • Прогореоци (1015) • Пролесе (67) • Пролом (111) • Просек (600) • Протопопинци (55) • Прощинац (254) • Пруговац (318) • Пругово (774) • Пружан (202) • Пружатовац (835) • Пударци (1410) • Пуковац (3956) • Пуста Тушимля (53) • Пустовлах (28) • Пусто Шилово (74) • Путинци (3244) • Путниково (243) • Пуховац (482) • Пухово (676) • Пшаник (219) • Пъклещица (56) • Първа Кутина (1900) • Първонек (203) • Пържойне (52) • Пъркосава (317) • Пърлита (142) • Пърнявор (186) • Пърнявор (107) • Пърнявор (318) • Пърхово (813) • Пърченова (159) • Пърчиловица (2410) 

## Р
Рабас (150) • Рабе (135) • Рабеновац (128) • Рабровац (1400) • Раброво (1219) • Раваница (784) • Равна (252) • Равна баня (364) • Равна гора (105) • Равна гора (151) • Равна Дубрава (450) • Равна река (380) • Равна река (167) • Равная (323) • Равне (1463) • Равне (245) • Равни (190) • Равни (558) • Равни дел (78) • Равни дел (183) • Равни До (102) • Равни Тополовац (1352) • Равни Шорт (51) • Равнище (95) • Равнище (131) • Равно Буче (393) • Равно Буче (28) • Равно село (3478) • Рагодеш (234) • Радал (2497) • Радалево (1010) • Радалица (152) • Радановци (531) • Радевце (493) • Радевце (94) • Радейна (87) • Раденка (803) • Раденковац (114) • Раденкович (1086) • Раджево село (929) • Радиевичи (169) • Радикина Бара (65) • Радинац (4920) • Радининци (288) • Радиновац (75) • Радичевац (59) • Радичевич (1332) • Радичевци (164) • Радлево (607) • Радманово (132) • Радмилович (260) • Радмировац (200) • Радобич (327) • Радобуджа (387) • Радоване (689) • Радовашница (238) • Радовница (998) • Радовци (429) • Радоево (1385) • Радоиня (690) • Радоница (903) • Радосин (71) • Радошевац (222) • Радошевац (261) • Радошево (370) • Радошин (550) • Радошиче (224) • Радуевац (1540) • Радуне (87) • Радуховце (402) • Радуша (90) • Радуша (297) • Радуша (524) • Раетиче (63) • Ражан (1537) • Раждагиня (418) • Разбойна (479) • Разгойна (904) • Раинац (233) • Раинце (1954) • Райкинац (495) • Райковац (1639) • Райковац (189) • Райкович (350) • Райковиче (29) • Райно поле (739) • Райчевце (11) • Райчетине (33) • Райчиловци (1817) • Райчиновиче (537) • Райчиновичка Търнава (208) • Ракари (513) • Ракинац (1100) • Ракита (340) • Ракитово (1729) • Ракля (651) • Ракова (778) • Ракова бара (464) • Раковац (977) • Раковац (21) • Раковац (240) • Раковац (1989) • Раков дол (18) • Раковица (108) • Ралин (50) • Раля (1537) • Раля (2858) • Рам (294) • Рамача (340) • Рамошево (238) • Ранатовце (65) • Ранилович (1685) • Ранкова река (22) • Рановац (1779) • Ранутовац (490) • Расна (1026) • Расница (391) • Расно (410) • Расно (401) • Распоганче (132) • Раст (51) • Растеновиче (145) • Растина (566) • Растище (473) • Растовница (69) • Ратае (620) • Ратайска (2088) • Ратаре (610) • Ратари (603) • Ратари (2035) • Ратина (2715) • Ратковац (378) • Раткович (461) • Ратково (4118) • Раутово (35) • Рафуна (131) • Рача (672) • Рача (247) • Рача (1313) • Рашанац (815) • Рашевица (1215) • Рашица (183) • Рашкович (226) • Рашковиче (164) • Раяц (436) • Раяц (355) • Ребел (136) • Режевиче (104) • Река (278) • Река (166) • Рековац (1930) • Релинац (611) • Релинци (244) • Релян (694) • Репинце (972) • Репище (344) • Ресавица (159) • Ресен (81) • Ресинац (224) • Ресник (158) • Ресник (1147) • Ресник (857) • Реткоцер (96) • Речица (148) • Речица (45) • Речица (518) • Речица (773) • Речице (265) • Речка (469) • Рибаре (3165) • Рибаре (697) • Рибаре (296) • Рибаре (485) • Рибари (356) • Рибари (2131) • Рибарице (407) • Рибариче (885) • Рибарска Баня (277) • Рибарци (39) • Рибашевина (484) • Рибинце (471) • Рибник (304) • Ривица (657) • Риджаге (230) • Риджаке (427) • Риджевщица (515) • Риджица (2590) • Рикачево (109) • Риляц (730) • Рипан (10741) • Ристовац (342) • Ритишево (509) • Ритопек (2284) • Ритошичи (228) • Роанда (572) • Робае (511) • Ровине (109) • Ровни (169) • Рогавчина (214) • Рогача (334) • Рогача (1046) • Рогачица (768) • Роге (424) • Роглево (183) • Рогоевац (404) • Рожанство (457) • Рожанци (523) • Рождаце (47) • Рожина (753) • Рокци (213) • Рокци (480) • Ропочево (2363) • Росица (241) • Росичи (316) • Росомач (60) • Рочевац (356) • Рочевичи (405) • Рошци (489) • Рубрибреза (811) • Руда Буква (118) • Рударе (246) • Рударе (551) • Руденице (164) • Руджа (103) • Руджинци (2019) • Рудине (159) • Рудине (217) • Рудна Глава (2309) • Рудник (1706) • Рудница (300) • Рудница (74) • Рудно (302) • Рудняк (278) • Руевац (522) • Руевица (260) • Ружич (181) • Руишник (559) • Руище (470) • Руище (413) • Руйковац (267) • Руйник (569) • Руклада (372) • Руменка (5729) • Румска (911) • Руняни (2525) • Рупелево (451) • Рупле (6) • Руски Кръстур (5213) • Руско село (3328) • Русна (516) • Русце (37) • Русце (73) • Рутевац (1094) • Рутоши (887) • Ручичи (144) • Ръвати (1211) • Ръвати (687) • Ръгае (26) • Ръготина (1721) • Ръгоще (319) • Ръдово (136) • Ръжаница (317) • Ръждавица (40) • Рълица (41) • Ръсавци (399) • Ръсовац (395) • Ръсовци (183) • Рътан (182) • Рътари (282) • Ръти (553) • Рътково (1012) 

## С
Сaвинац (41) • Сaвинац (365) • Сaвино село (3351) • Сaвкович (321) • Сaвово (166) • Сагонево (118) • Сaиновинa (810) • Сaкaр (504) • Сaкуле (2048) • Сaлaковац (768) • Сaлaш (962) • Сaлaш Ночайски (1879) • Сaлaш Църнобaрски (1344) • Самаила (1636) • Сaмaриновац (464) • Сaмaриновац (756) • Сaмaрница (132) • Самоково (61) • Самолица (893) • Сaмош (1247) • Сaнaд (1314) • Сaндaл (155) • Сaнкович (239) • Сaрaново (1241) • Сaрaорци (2413) • Сaстaв Рекa (40) • Сaш (42) • Сaян (1348) • Светa Петкa (334) • Светичево (205) • Светлич (417) • Светозaр Милетич (3169) • Свещица (1258) • Свилеувa (1807) • Свилоево (1364) • Свилош (362) • Свинище (41) • Свинище (103) • Свинярево (213) • Свинярица (137) • Свирце (436) • Свирце (501) • Сводже (433) • Свойново (1386) • Сврaчково (222) • Сврaчковци (491) • Свърлишкa Топлa (112) • Себевране (136) • Себечевац (546) • Себечево (897) • Себимиле (126) • Себрат (105) • Северин (337) • Северни Кочaрник (821) • Северово (294) • Седлaре (690) • Седлaри (1313) • Седобро (322) • Сеземче (250) • Секирача (29) • Секицол (57) • Секурич (816) • Селaчкa (275) • Селевац (3864) • Селенaц (485) • Селенчa (3279) • Селеуш (1340) • Селище (24) • Селище (16) • Селище (928) • Селище (453) • Селова (180) • Селяне (168) • Селяшница (774) • Семегнево (300) • Семедрaж (264) • Семетеш (152) • Семче (309) • Сенa (232) • Сенaя (444) • Сене (1468) • Сенищa (262) • Сенокос (44) • Сенски Рудник (595) • Сеоне (994) • Сеоце (115) • Сепци (673) • Сесaлaц (347) • Сефер (57) • Сефкерин (2627) • Сечaн (2647) • Сечaница (872) • Сечa рекa (853) • Сеяце (246) • Сибaч (544) • Сибница (243) • Сибница (234) • Сибница (686) • Сибница (407) • Сибница (470) • Сивац (8992) • Сивчинa (252) • Сиге (704) • Сигет (247) • Сиерaч (201) • Сикире (153) • Сикирица (1038) • Сиколе (838) • Силбaш (2849) • Силевица (165) • Симино бърдо (244) • Симичево (1465) • Сини вир (251) • Синошевич (918) • Синошевичи (200) • Синя глава (138) • Синяц (241) • Сиоковац (381) • Сипич (507) • Сирaково (894) • Сирдия (330) • Сириг (3010) • Сирогойно (763) • Сирчa (1347) • Сисевац (18) • Ситaрице (178) • Ситниче (778) • Сичево (1007) • Сияринa (359) • Скaдaр (736) • Скaкaвци (274) • Скелa (1855) • Скобaл (241) • Скобaл (1880) • Скокуче (105) • Скорица (958) • Скрaджaни (454) • Скрaдник (2) • Скрaпеж (215) • Скробница (178) • Скръвеница (32) • Скръжути (667) • Скуково (23) • Скуплен (1030) • Слaвиня (49) • Слaвковица (741) • Слaвник (127) • Славуевац (482) • Слaвуевце (431) • Слaдaя (788) • Слaдинац (191) • Слaнкaменaчки Виногрaди (266) • Слaнци (1770) • Слaтинa (921) • Слaтинa (228) • Слaтинa (124) • Слaтинa (104) • Слaтинa (639) • Слaтинa (214) • Слaтинa (479) • Слaтинa (297) • Слaтинa (138) • Слaтинa (254) • Слaтинa (413) • Слaтинa (629) • Слaтинa (251) • Слепчевич (1714) • Сливе (130) • Сливница (18) • Сливница (143) • Слишане (245) • Словац (307) • Смедовац (163) • Смилевац (165) • Смилевич (83) • Смиловац (1052) • Смилов Лaз (8) • Смиловци (163) • Смолинац (1873) • Смолучa (294) • Смърдaн (155) • Смърдaн (95) • Снеготин (201) • Совaч (133) • Совляк (618) • Совляк (1933) • Содерце (326) • Соколaц (104) • Соколичи (182) • Соколово (623) • Солачка Сена (162) • Солотушa (1066) • Сонтa (4992) • Сопот (367) • Сопотница (248) • Сопотница (136) • Сот (791) • Сочица (170) • Сочице (269) • Спанце (222) • Спанчевац (533) • Спонце (179) • Среднево (530) • Средни Бучумет (207) • Средни дел (90) • Средни Сaлaш (172) • Средни Стaтовац (38) • Средня Добриня (481) • Средня Тушимля (40) • Средор (260) • Срезовац (238) • Срезоевци (424) • Сремскa Рaчa (773) • Сремски Михaлевци (837) • Сръбскa Църня (4383) • Сръбска Куча (284) • Сръбски Итебей (2405) • Сръбски Кръстур (1620) • Сръбски Милетич (3538) • Сръндaле (66) • Сръпце (151) • Стaве (450) • Стаичево (1999) • Стайковце (140) • Стайковце (1603) • Стaлaч (1828) • Стaмница (1424) • Стaнево (1244) • Стaневце (68) • Стaнинa рекa (421) • Стaнинац (95) • Станичене (609) • Стaнишинци (391) • Стaнишич (4808) • Стaнуловиче (55) • Станце (113) • Стaнци (241) • Стaнци (417) • Стaнчa (91) • Стaнчичи (348) • Стaпaр (223) • Стaпaр (3720) • Стaпaри (974) • Стaрa бaня (91) • Стaрa Бингулa (190) • Стaрa Божурнa (358) • Стара Брезовица (89) • Стaрa Морaвица (5699) • Старац (260) • Стaри Бaновци (5488) • Стaри Брaчин (371) • Стари Глог (44) • Стaри Джуровац (15) • Стaри Жедник (2230) • Стaри Лец (1094) • Стaри Лединци (823) • Стари Сланкамен (674) • Стaри Тръстеник (733) • Стaро корито (51) • Стaро Лaнище (560) • Старо Момчилово (216) • Стaро село (76) • Стaро село (29) • Стaро село (3022) • Стaрци (53) • Стaрчевиче (194) • Стaрчево (585) • Стеневац (737) • Степaне (486) • Степaновичево (2214) • Степоевац (3019) • Стерийно (234) • Стеяновци (1020) • Стогaзовац (132) • Стоичи (159) • Стойник (1486) • Стойник (642) • Стол (347) • Стопaня (1325) • Стоячaк (419) • Стрaгaри (664) • Стрaгaри (967) • Стрaдово (19) • Стрaжa (1018) • Стрaжa (693) • Страиниче (29) • Стрaнево (48) • Стрезимировци (53) • Стрезовце (995) • Стрелaц (392) • Стрешак (119) • Стрижa (1937) • Стрижило (479) • Строинци (493) • Стройковце (1344) • Стропско (186) • Стругaник (276) • Струганица (21) • Струмце (46) • Стръменица (194) • Стръмнa горa (166) • Стръмово (582) • Стръмово (358) • Стръмово (324) • Стубaл (615) • Стубaл (396) • Стубaл (1314) • Стубaл (1113) • Стубица (1784) • Стубица (269) • Стублa (923) • Стублa (119) • Стубленица (999) • Стублинa (158) • Стублине (3099) • Стублицa (210) • Стубло (214) • Стубо (282) • Студена (200) • Студена (117) • Студенaц (241) • Ступ (193) • Ступница (402) • Ступница (941) • Ступчевичи (952) • Стърмaц (181) • Стърмaц (296) • Стърмостен (902) • Субел (219) • Суботинац (1061) • Суботица (715) • Суботица (289) • Суботица (757) • Суботище (942) • Сува Морава (859) • Сувaя (89) • Сувaя (367) • Сувaя (149) • Суви До (935) • Суви До (389) • Суви До (401) • Суви До (1320) • Суви дол (576) • Суводaне (578) • Суводол (849) • Сувойница (926) • Суво село (404) • Сугубине (183) • Судимля (50) • Судско село (87) • Суково (728) • Суморовац (133) • Сумрaковац (642) • Супне (3525) • Суповац (374) • Супскa (1434) • Сурaчево (444) • Сурдук (1589) • Сурдул (44) • Сурлица (101) • Сусек (1132) • Сутескa (1737) • Сухарно (309) • Сухи дол (69) • Сушевле (228) • Сушица (878) • Сушица (25) • Сушица (301) • Сърбово (502) • Сърне (912) • Сърнечи дол (58) 

## Т
Табаковац (208) • Табановац (955) • Табанович (388) • Табанович (1420) • Табановичи (137) • Тавник (1271) • Тадене (81) • Таково (493) • Таково (979) • Тамнич (349) • Тамняница (171) • Танда (350) • Таор (378) • Тараш (1140) • Тасковичи (403) • Татрасница (5) • Ташево (2061) • Твърдичи (275) • Твърдоевац (402) • Теговище (183) • Тегошница (3) • Текериш (370) • Текия (967) • Текия (889) • Текия (1251) • Телечка (2084) • Теловац (44) • Тенково (89) • Темска (908) • Теочин (690) • Тепече (195) • Тесовище (61) • Течич (660) • Тешица (1888) • Тибужде (1243) • Тийовац (77) • Тийовац (118) • Тиодже (158) • Тисовица (117) • Тичевац (265) • Тияне (237) • Тмава (199) • Тоба (691) • Тоболац (485) • Товаришево (3102) • Товърляне (90) • Тогочевце (828) • Тодорин До (214) • Тодоровце (521) • Толевац (570) • Толисавац (667) • Толич (434) • Толишница (306) • Томан (433) • Томашевац (1765) • Тометино поле (373) • Томиславци (696) • Топла (100) • Топлац (519) • Топли До (108) • Топли До (53) • Топли дол (122) • Топола (36) • Топола (1363) • Тополница (1064) • Тополовник (1098) • Топоница (68) • Топоница (947) • Топоница (364) • Топоница (969) • Топоница (329) • Торак (2850) • Торда (1771) • Торник (168) • Торньош (1766) • Тотово село (709) • Точилово (156) • Требине (74) • Тречак (62) • Трешневак (24) • Трешневац (1868) • Трешневица (1137) • Трешневица (920) • Трешневица (97) • Треяк (255) • Триброде (522) • Триебине (397) • Трипкова (372) • Трубарево (152) • Треботин (681) • Тропоне (901) • Троскач (6) • Трубаревац (617) • Трудел (410) • Трудово (92) • Трупале (2109) • Тручевац (383) • Тръмбас (595) • Тръмка (36) • Тръмчаре (715) • Трън (30) • Трънски Одоровци (183) • Тръска (389) • Тръстена (63) • Тръстеница (917) • Тубичи (535) • Тубравич (418) • Туджин (226) • Тузине (204) • Туларе (166) • Туларе (331) • Тулари (945) • Тулеж (761) • Тулеш (496) • Тулово (739) • Тумба (44) • Туново (128) • Тупале (725) • Тупаловце (380) • Тупанци (158) • Турековац (1794) • Турица (634) • Турия (400) • Турия (599) • Турия (2562) • Туряне (79) • Тутиче (48) • Тучково (170) • Търбосиле (352) • Търбуне (559) • Търбушани (1830) • Търбушац (396) • Търбушница (796) • Търбушница (1061) • Търговище (1953) • Търговище (39) • Търговище (342) • Търговище (1864) • Тържац (241) • Търлич (1020) • Търнава (2237) • Търнава (694) • Търнава (1160) • Търнава (259) • Търнава (463) • Търнава (282) • Търнава (2685) • Търнавац (474) • Търнавци (494) • Търновац (227) • Търнови Лаз (62) • Търновче (708) • Търновче (1060) • Търняна (157) • Търняне (1361) • Търняне (479) • Търняне (915) • Търняци (909) • Търпеза (53) • Тършановци (578) • Тършич (1263) 

## У
Увац (18) • Угао (545) • Угляревац (160) • Углярево (478) • Угриновци (480) • Угриновци (7199) • Удовице (2018) • Узвече (1103) • Уздин (2498) • Узичи (514) • Узовница (914) • Узово (10) • Улма (3598) • Умчари (2880) • Урвич (71) • Урманица (32) • Уровица (1191) • Уровци (1540) • Урсуле (380) • Урсуле (326) • Усие (319) • Утрине (1038) • Ушак (14) • Ушевце (184) • Ушче (2040) • Ушче (1464) 

## Ф
Фаркаждин (1386) • Фекетич (4336) • Филиповичи (177) • Филич (161) • Фиюл (103)

## Х
Хайдуково (2482) • Хайдучица (1375) • Халово (856) • Херцеговачка Голеша (430) • Хетин (763) • Хисарджик (285) • Хоргош (6325) • Хотково (193) • Хърта (130) • Хъртковци (3428) • Хум (1450)

## Ц
Цакановац (221) • Цапарич (448) • Царевац (899) • Царина (654) • Царичина (20) • Цветановац (594) • Цветке (1070) • Цветовац (233) • Цветоевац (719) • Цветуля (273) • Цекавица (507) • Церевайка (70) • Церев дел (30) • Церемошня (317) • Церие (306) • Церие (168) • Церие (625) • Церница (275) • Церова (1151) • Церова (112) • Церова (965) • Церова (401) • Церова (171) • Церовац (904) • Церовац (1177) • Церовац (479) • Церовица (381) • Церовица (54) • Церово (66) • Цетановиче (386) • Цикот (258) • Цикоте (272) • Цикоте (1173) • Цоковиче (20) • Црепая (4855) • Цръвско (140) • Црънча (1213) • Црънче (64) • Црънче (248) • Цулине (389) • Цулкович (720) • Цървена река (303) • Цървена църква (729) • Цървена ябука (126)) • Цървена ябука (631) • Цървене (152) • Цървени брег (371) • Цървени брег (30) • Цървени град (149) • Цървенчево (135) • Цървица (756) • Църквенац (1282) • Църквина (210) • Църквине (214) • Църквине (136) • Църквице (643) • Църковни Тоци (78) • Църковница (133) • Църленац (969) • Църна бара (175) • Църна бара (2270) • Църна бара (224) • Църна бара (568) • Църна глава (246) • Църнайка (1099) • Църна река (41) • Църнатово (176) • Църна трава (563) • Църни връх (133) • Църни връх (141) • Църни връх (32) • Църни Као (446) • Църни Као (504) • Църни Луг (266) • Църновце (136) • Църноклище (338) • Църнолевица (219) • Църнотинце (1454) • Църнощица (190) • Църнуговичи (93) • Църнузи (445) • Църцавац (141) • Църчево (49)

## Ч
Чагровац (161) • Чадине (267) • Чаетина (3162) • Чаири (469) • Чалма (1675) • Чамурлия (546) • Чантавир (7178) • Чаплинац (1008) • Чар (296) • Чаровина (238) • Чаушевичи (132) • Чашич Долац (76) • Чедово (108) • Чекмин (915) • Челарево (5423) • Челие (62) • Челие (268) • Челие (824) • Челице (78) • Ченей (2115) • Ченовац (423) • Чента (3119) • Чепуре (825) • Черевич (2826) • Честа (215) • Честелин (22) • Честерег (1391) • Честин (674) • Честобродица (327) • Четереже (641) • Чечина (834) • Чечина (243) • Чешко село (46) • Чешлева бара (489) • Чибуковац (1114) • Чибутковица (1260) • Чиниглавци (331) • Чипале (144) • Чириковац (1407) • Читлук (3154) • Читлук (941) • Читлук (238) • Читлук (195) • Читлук (142) • Читлук (806) • Чифлик (103) • Чифлук Разгойнски (335) • Чичина (238) • Чманке (84) • Човдин (1066) • Чокешина (881) • Чоконяр (173) • Чокот (1401) • Чокотар (33) • Чокотин (56) • Чонопля (4359) • Чорин дол (162) • Чортановци (2308) • Чубра (557) • Чубура (96) • Чубура (194) • Чука (25) • Чукарка (512) • Чукленик (287) • Чукленик (636) • Чуковац (122) • Чуковац (360) • Чуковац (1007) • Чукоевац (1204) • Чукоте (136) • Чукуровац (122) • Чуковине (375) • Чулие (76) • Чумич (1600) • Чунгула (419) • Чурковица (261) • Чурковица (13) • Чурлина (193) • Чуруг (8882) • Чучале (233) • Чучуге (463) • Чущица (253)

## Ш
Шавац (533) • Шавране (706) • Шавци (247) • Шаиновац (216) • Шаинце (90) • Шайиновац (955) • Шайкаш (4550) • Шалинац (985) • Шалудовац (360) • Шанац (1153) • Шантаровац (453) • Шапине (1064) • Шапранце (83) • Шарани (344) • Шарбане (545) • Шарбановац (1836) • Шарбановац (25) • Шарбановац (514) • Шаре (250) • Шареник (555) • Шаркамен (374) • Шарлинце (906) • Шарлинце (854) • Шароне (398) • Шароне (231) • Шарце (88) • Шатра (33) • Шатринци (399) • Шашиловац (385) • Шашинци (1830) • Шебет (79) • Шеварице (1308) • Шевица (809) • Шевиш (23) • Шевърлюге (334) • Шепшин (855) • Шести габър (173) • Шетка (471) • Шетоне (1585) • Шилово (521) • Шилопай (135) • Шильомана (110) • Шиляковац (620) • Шимановци (3358) • Шипачина (252) • Шипиково (511) • Шипче (74) • Широка планина (119) • Широке ниве (48) • Шишава (1125) • Шишатовац (218) • Шишинце (639) • Шишмановац (95) • Шливар (329) • Шливица (157) • Шливова (849) • Шливовац (493) • Шливовац (123) • Шливовик (263) • Шливовик (41) • Шливовица (573) • Шливово (379) • Шогол (166) • Шопич (2230) • Шошиче (109) • Шпай (81) • Шпиляни (223) • Шуваич (339) • Шугрин 95) • Шулковац (695) • Шулям (744) • Шумане (1515) • Шуман Топла (77) • Шумарак (180) • Шумарице (544) • Шумата Търница (50) • Шуме (1284) • Шуме (595) • Шупляк (1310) • Шурице (281) • Шурич (128) • Шурян (330) • Шутци (627) • Шушара (376) • Шушеока (252) • Шушняр (322) • Шушуре (25)

## Щ
Щава (176) • Щавал (312) • Щавица (427) • Щипина (531) • Щитар (2285) • Щитарац (61) • Щитаре (77) • Щитаре (535) • Щитково (130) • Щубик (939) • Щулац (370) • Щулац (1142) • Щърбац (246) • Щърбовац (115) •

## Ю
Юг Богдановац (474) • Юговац (146) • Юговичи (168) • Южни Кочарник (41) • Юнковац (984) • Юнковац (945) • Юнчевичи (301)

## Я
Ябланица (435) • Ябланица (109) • Ябланица (331) • Ябланица (642) • Ябланица (27) • Ябланица (85) • Ябланица (924) • Ябланка (281) • Ябука (6312) • Ябука (502) • Ябуковац (1884) • Ябуковик (97) • Ябуче (154) • Ябуче (3250) • Ябучево (22) • Явор (18) • Яворе (1) • Яворска Равна гора (139) • Ягличе (92) • Ягнило (106) • Ягнило (2279) • Ягощица (152) • Ядранска Лешница (2088) • Язак (1100) • Язовик (144) • Язовник (599) • Язово (978) • Яйчич (407) • Якал (472) • Яковац (349) • Яковле (352) • Яковлево (461) • Яково (5949) • Ялботина (104) • Яловик (1950) • Яловик Извор (238) • Ямена (1130) • Яня (37) • Янков мост (636) • Яношик (1171) • Янча (332) • Янчичи (204) • Ярак (2235) • Яребице (1324) • Яребице (215) • Ярешник (96) • Ярковац (1817) • Ярковци (604) • Ярменовци (563) • Ярсеново (428) • Ярчуяк (836) • Ясенак (664) • Ясене (210) • Ясеница (581) • Ясеница (427) • Ясеница (989) • Ясенов дел (198) • Ясеновик (416) • Ясеново (1446) • Ясеново (882) • Ясеново (272) • Ясика (2040) • Ясиковица (670) • Ясиково (717) • Ястребац (19) • Ястребац (221) • Ястребац (423) • Яшуня (514)